# مارشا ماسون
مارشا میسون (انگلیسی: Marsha Mason؛ زاده ۳ آوریل ۱۹۴۲) هنرپیشه اهل آمریکا است. از فیلم‌هایی که وی در آن نقش داشته‌است، می‌توان به آخرین لحظه، آزادی سیندرلا، تنها وقتی می‌خندم، مکس دوگان بازمی‌گردد، ۲ روز در دره، آدری رز، استلا، دراپ دد فرد و من عاشق دردسرم اشاره کرد.